# Spatalistis hormota
Spatalistis hormota es una especie de polilla de la familia Tortricidae. Se halla en India (Assam).
Su envergadura es 15 a 17 mm. El color de sus alas delanteras oscila entre tonos claros de ocre y amarillo, con finas rayas de un ocre más profundo y con una mancha esbelta y ligeramente curvada de un ocre profundo, a veces salpicada de puntos grisáceos desde el ápice del ala hasta dos tercios del dorso que continúan a lo largo del mismo hasta acercarse la base. Las alas traseras están cubiertas de un ocre blanquecino en su parte posterior y a medida que se llega al ápice de las mismas se vuelven más grises.